# Franz Steinherr
Franz Steinherr (* 8. Juli 1902 in Landshut bei Nürnberg; † 26. September 1974) war ein deutscher Hethitologe.

## Früher Werdegang
Steinherr, der sein Abitur in Landshut machte, begann sein Berufsleben im Alter von 17 Jahren. Er arbeitete zunächst im Bayerischen Bauernverband und für die Bayerische Vereinsbank, erledigte dann die Korrespondenz für eine Hamburger Reederei. Doch obwohl er sich in seiner Jugend nicht um den Zugang in ein wissenschaftliches Umfeld bemüht hatte, bemühte er sich in diesen Jahren ungewöhnlich intensiv um das Erlernen strukturell äußerst unterschiedlicher Sprachen wie Türkisch, Arabisch, Persisch, Japanisch und Russisch. Je nach Quelle soll er bereits mit 15 oder mit 23 Jahren die türkische Sprache erlernt haben. 1925 führte er in der Türkei bereits die Buchhaltung eines deutschen Unternehmens, das am Bau der Samsun-Sivas-Eisenbahn beteiligt war. Für diese Aufgabe war er in die Türkei gekommen und ließ sich dort dauerhaft nieder. 1933 wurde Steinherr Sekretär am Deutschen Krankenhaus in Istanbul. Ebendort veröffentlichte er 1935 mit einer Abhandlung Zur Istanbuler Volks- und Gaunersprache seinen ersten wissenschaftlichen Beitrag.

## Bedeutung
Während seiner erwerbsmäßigen Tätigkeit in Istanbul studierte Steinherr seit 1934 an der Universität Istanbul insbesondere altanatolische Sprachen und Archäologie. Seine dortige Begegnung mit Helmuth Theodor Bossert führte dazu, dass Steinherr seine Leidenschaft für Sprachen nunmehr ganz auf die Erforschung der Hethitischen, genauer gesagt deren luwischer Hieroglyphenschrift, konzentrierte. 1939 schrieb er sich als ordentlicher Student an der Universität Istanbul ein und studierte dort Hethitisch, Altägyptisch, Schriftgeschichte und Numismatik. 1944 promovierte er und erhielt für seine Dissertation Zur Lesung der hethitischen Hieroglyphen den Titel eines Doktors der Literatur. Ab 1947 arbeitete er in seiner freien Zeit für seinen Lehrer Helmuth Theodor Bossert und nahm im Auftrag der Türkischen Historischen Gesellschaft an den von Ulug Bahadir Alkim geführten Ausgrabungen in Karatepe teil.
Franz Steinherr gelang es, in Karatepe den Namen des einstigen Königs Asitawanda in einer der hethitischen Hieroglypheninschriften zu entziffern, welche im Zuge der Ausgrabungen auf einer Reihe von Orthostaten gefunden wurden. Derselbe Name fand sich auch in den phönizischen Texten genannt. Zurück in Istanbul übersetzte er ganze Passagen des Textes und machte dabei die Entdeckung, dass die hethitischen Hieroglyphen mit den dort zugleich gefundenen phönizischen Inschriften eine Bilingue bildeten. Wenig später gelang ihm anhand einer von Theodor Bossert erstellten Übersetzung des phönizischen Textes der entsprechende Nachweis. Durch die Entzifferung der Bilingue vom Karatepe am Ceyhan war das Hieroglyphen-Hethitische 1947 endlich lesbar geworden. Darin liegt das besondere Verdienst Steinherrs.
1951 trat Steinherr in die Wirtschaftsabteilung der Deutschen Botschaft in Ankara ein. 1967 ging Steinherr in den Ruhestand und ließ sich mit Zweitwohnsitz in München nieder, wo er unter Anleitung von Annelies Kammenhuber die Bilingue von Karatepe erneut eingehend studierte. In eigenen Seminaren unterrichtete er dort die Lesart der hethitischen Hieroglyphen und hatte ebenda unter anderem den Altorientalisten Ahmet Ünal als Hörer. In dieser Zeit führte Steinherr die produktivsten Forschungen seines Lebens durch und studierte unter anderem die Inschrift am Nişantaş zu Boğazkale.

## Schriften (Auswahl)
- Karatepe, the key to the Hittite Hieroglyphs. In: Archaeology. Band 2, Nr. 4, 1949, S. 177–180 (Digitalisat).
- Zu einigen Problemen von Karatepe. In: Die Welt des Orients. Band 6, Heft 2, 1971, S. 166–182 (Digitalisat).
- Die Grosskönigsinschrift von Nişantaş (Boğazkale). In: Istanbuler Mitteilungen. Band. 22, 1972, S. 1–13 u. Tafeln 1–5.
- Die phönizisch-hethitischen Bilinguen vom Karatepe. In: Münchener Studien zur Sprachwissenschaft. Heft 32, Kitzinger, München 1974, S. 103–148.